# エイプリルズ
エイプリルズ（THE APRILS）は、イマイケンタロウを中心に筑波大学で結成され、現在東京で活動する男女ツインボーカルのインディーズバンド。1970年代の万博・SFなどのレトロフューチャー的価値観をテーマに、電子音とギターポップを融合させた「懐かしさと新しさを感じさせる音」を特徴とする。

## メンバー

### 現メンバー
- イマイ ケンタロウ（ボーカル、ギター／トラックメーカー）6月27日生まれ/A型
  - ムーンライダーズの岡田徹、ELEKTEL のporymoogと、ガジェット音楽楽器ユニット「CTO LAB. 」でも活動中。
- イグチ ミホ（ボーカル、ベース、シンセサイザー）5月9日生まれ/A型
- ショトクジ ユウキ（ドラム）3月9日生まれ/B型　イマイと小学校からの幼なじみ
- ナカマ ノリヒサ（映像）1979年3月4日生まれ/A型
  - 「名嘉真法久」名義で、鈴木祥子、谷山浩子、秀吉、フレネシ、POMERANIANS、LampなどのPVを監督している。

### サポートメンバー
- ワキヤ タケシ（ギター、Plus-Tech Squeeze Boxのメンバー）
- ハセ ヤスヒロ（ピアノ、ユメトコスメ（ソランジュ エ デルフィーヌから改名）のメンバー）
- パンダトーングル〜ミ〜（ジャイアントパンダ（？）、イラストレーター・森チャックのデザイン）

### 過去のメンバー
- ナカムラ タツヤ（ギター、コーラス）
- シミズ ケイスケ（ベース）

補足：楽曲のトラックメイキングは全てイマイによるもの。ナカムラ、シミズはファーストアルバム発売後に脱退、以降3人組ユニットとして活動していたが、2009年より、バンド結成当初よりライブのVJやPV監督を務めていたナカマノリヒサが正式加入し4人組となる。

## 来歴
筑波大学の軽音楽サークルE.L.L.にて結成。99年頃、VJユニット「九州伝力」（現Kyu-Den）とともに、新宿JAMを中心にライブ活動開始。映像をシンクロさせたライブアクトは当時珍しく、東京ニューウェーヴ・オブ・ニューウェーヴ・シーンでも話題となった。
ボーカルはイマイのみだったが、02年発売のコンピレーションアルバム『ウサギチャンスーパースター！vol.0001』(USAGI-CHANG RECORDS)収録「メトロポリタン美術館」のカヴァーをきっかけに、イグチがボーカル初参加。のちツインボーカル体制となり、ロックからポップなアティテュードに変化。03年からのネオ渋谷系ムーブメント、04年からのフューチャーポップムーブメントの中心的存在となっていった。
海外からの評価が高く、04年には米Eenie Meenie Recordsに招聘されアメリカツアーを敢行。05年からは台湾最大のフェス『Formoz Festival』に3年連続登場（他に参加した日本のアーティストは、TERIYAKI BOYZ、銀杏BOYZなど）。エイプリルズはフェスのイメージキャラクターと、ライブアクトのトリをつとめた。11年にはハリウッドの書店Meltdown Comicsにて、その名はスペィドらとライブを行った。

## リリース

### シングル
- 「金星ロケット」（2003.06.06 タワーレコード限定発売）

### アルバム
- ASTRO（2003.06.30発売）
  - 表題作「ASTRO」ニンテンドーゲームキューブ用ソフト「GIFTPIA（ギフトピア）」挿入歌、テレビCM曲
  - テレビ東京系「開運!なんでも鑑定団」エンディングテーマ「金星ロケット」収録
- パン・ダ（2004.08.04発売、CD+DVD貼り合わせディスク）
  - テレビ東京系「音楽的流行」オープニングテーマ「パン・ダ」収録
- パン・ダ+1（2004.09.22発売、通常版CD）
  - ボーナストラックとしてカバー曲「メトロポリタン美術館」収録
- SPACE DREAM BATHROOM（2005.5.18発売）
- Miku-Ro Adventure!（2009.12.23発売）
  - ボーカル：初音ミク
- BACK TO THE FUTURE MUSIC（2010.1.6発売）
  - テレビ東京系『きらきらアフロ』オープニングテーマ「BACK TO THE FUTURE MUSIC」収録
  - スカパー!プロモ・e2プロモ『スカ☆パラ』オープニング・エンディングテーマ「ステンレスガール」収録
  - 「SHINE×SHINE×SHINE×SHINE」が、KONAMIのアーケードゲーム『jubeat knit』と『REFLEC BEAT』に収録されている。
- MAGICAL GIRLS（2012.1.11発売）

### その他
- V.A.「ウサギチャンスーパースター！！vol.0001」（2002.11.21発売）
  - カバー曲「メトロポリタン美術館」収録
- V.A.「闘魂っスカ！」（2003.08.20発売）
  - カバー曲「サンライズ」収録
- V.A.「Eightball Babies」（2003.9.24発売）
  - 「STRO-B (ストロボ) 」「hello, world」収録
- V.A.「おニャン子パンクLOVE」（2003.11.19発売）
  - うしろゆびさされ組の「渚の「・・・・・・」」のカバー曲収録
- V.A.「The Sound Of SOFTLY! Vol.2 ◯tribute to Flipper's Guitar◯」（2004.02.04発売）
  - フリッパーズ・ギターの「Blue Shinin' Quick Star」のカバー曲収録
- Strawberry Machine「crazy kilt」（2004.03.10発売）
  - 「Twinkle of the Stars, Little Stars, Shining Stars」楽曲提供
- スプリットCD 「orangenoise shortcut / エイプリルズ」（2005.01.12発売）
  - 「タイム・アフター・タイム」、カバー曲「ラムのラブソング」収録
- 「P.S.ボーイ・ミーツ・ガール（FOMA向けVライブコンテンツ）」（2005.12）
  - NTTドコモとコラボレーション、配信のみ。
- V.A.「my charm 11号」（BOOK＋CD)（2007.3.14発売）
  - 「P.S. BOY MEETS GIRL（my charm edit）」収録
- OST「楓ニュータウン」（DVD＋CD）（2008.3.6発売）
  - アニメ作品「楓ニュータウン」のテーマソング、BGMを担当
- NHK高校講座 数学I（2008.4放送開始、再放送中）
  - いわきりなおと制作によるオープニングアニメーションの音楽を担当
- V.A.「P・K・P・K」（2008.4.30発売）
  - 「COSMO '80s」収録
- marino「lollipop+」（2009.4.22発売）
  - 「パン・ダ」を別ヴァージョン(「パン・ダ marinopp」)として楽曲提供
- Soda fountains 「Rainbow Sprinkler」（2009.10.28発売）
  - 「恋の扇風機」のRemix(「恋の扇風機(more electrical fun mix) remixed by エイプリルズ 」)収録
- ピ・ピ・ピ・ミュージック
  - タイトーの音楽シューティングゲーム、『ミュージックガンガン!』の書き下ろし曲。後日登場した『グルーヴコースター』 にもアプリ版、アーケード版共に配信されている。

## 関連するアーティスト
最もコラボレーションが多いのがYMCK。お互いのアルバムに参加したり、YMCKのリミックスをエイプリルズが担当したり、対バンすることも多い。
またネオ渋谷系／フューチャーポップのアーティスト、capsule（中田ヤスタカ／こしじまとしこ）、Plus-Tech Squeeze Box、Hazel Nuts Chocolate、EeL、Strawberry Machine、spaghetti vabune!、tetrapletrap、MR.COCKROBIN、Soda fountains、その名はスペィドらとも親交が深い。

## その他
- バンド名にちなんで、4月1日に公式サイトにてエイプリルフール企画を行うのが恒例となっている。ビジュアル系バンドになったり、マンガ『デトロイト・メタル・シティ』の根岸崇一となって楽曲発表したり、Perfume風の三人組テクノポップアイドルグループになってPV発表したりといったネタがある。2009年にはメンバーが増えたEXILEにあやかってメンバーが14人に増えたと発表、その日のうちに続々とメンバーが増え11時2分にはメンバーが48人(AKB48を意識したもの)を超えたと発表した。
  - 2011年のエイプリルフールは、ハリウッドでのライブのために延期が発表された。
- 映像のナカマノリヒサ（名嘉真法久）は、かつてアートユニット・グラインダーマンに在籍していた。
- 04年にNHK『オンエアバトル熱唱編』に出演したことがあり、「パン・ダ」を熱唱したが観覧者投票で最下位に。「（歌詞の）意味が分からない」と評された。
- ドラッグストア「クリエイトSD」のテーマソングを制作している。
- コスプレ衣装の制作販売店、『cosmint』の企画ユニット「コスプレ戦隊ミント★レンジャー」に楽曲提供。
- 04年、イマイは＠nifty『デイリーポータルZ』にて、「メガネ男子」としてモデルをつとめた。
  - 新春メガネ男子スペシャル
- 「ミュージックステーション」、「お願い!ランキング」、「ひみつの嵐ちゃん!」、「シルシルミシルさんデー」など、テレビ番組でBGMやジングルとして楽曲が使用されることが多い。